# Fördraget i Fort Stanwix 1768

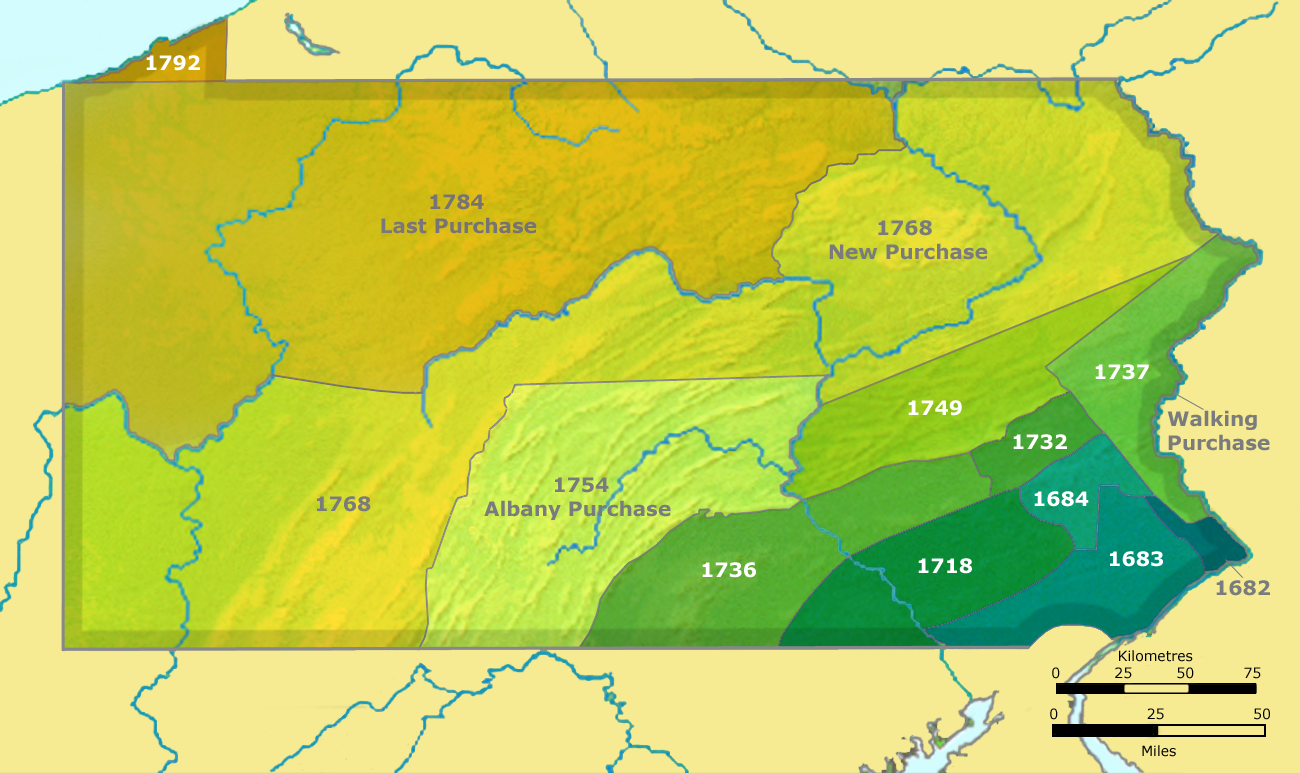
Den mark som Irokesförbundet avträdde till William Penns arvingar genom Fördraget i Fort Stanwix 1768 är markerade med 1768 på denna karta.

Fördraget i Fort Stanwix 1768 slöts mellan Storbritannien och Irokesförbundet inom ramen för Covenant Chain.  

## Innehåll
Genom fördraget avträdde Irokesförbundet mark som låg väster om den brittiska proklamationslinjen 1763. Som ersättning för den avträdda marken erhöll Irokesförbundet varor och penningar motsvarnade £10,460 7s. 3d. Fördraget reglerade också äganderättsanspråken mellan irokeserna och William Penns arvingar, som ägde Pennsylvania.

## Motstridiga anspråk
Det mesta av den mark som Irokesförbundet avstod, kontrollerades inte längre av dem utan av shawneer och lenaper. Dessa var närvarande vid fördragsförhandlingarna men de tillhörde inte undertecknarna, de godkände inte heller att irokeserna sålde deras hemland och fick ingen del av köpeskillingen.

## Konsekvenser
Den brittiska regeringen hade hoppats att fördraget skulle skapa lugn i Mellanvästern efter Pontiacs krig. Men genom att irokeserna sålde mark de inte ägde och tvingade de verkliga ägarna, shawneer och lenaper, att för stunden gå med på detta, så skapades bara förutsättningar för nästa konflikt vilken skulle mynna ut i Lord Dunmores krig.